# 진갑용
진갑용(陳甲龍, 1974년 5월 8일~)은 대한민국의 야구 선수, 지도자이다. 현역 시절 KBO 리그의 팀인 삼성 라이온즈에서 포수로 활동했으며 현재 KIA 타이거즈의 2군 감독이다.

## 선수 시

### OB 베어스
1974년 부산직할시 사하구에서 태어났다. 하단국교, 초량중, 부산고, 고려대 체육교육학과 졸업 후 1997년 드래프트 2차 1라운드에서 OB 베어스의 지명을 받으며 입단했다. 그러나 1999년에 홍성흔의 입단으로 주전에서 밀려 2군을 전전했고, 결국 당시 감독이었던 김인식과 구단 사장에게 트레이드를 요청했다. 팀에서 이를 받아들여 그 해 트레이드 마감 기일인 7월 31일에 포수가 필요했던 삼성 라이온즈에 투수 이상훈을 상대로 한 현금(4억) 트레이드를 통해 이적했다.

### 삼성 라이온즈
그를 영입하기 전에 팀에서는 이만수의 노쇠화 이후 박선일, 김성현, 김영진, 정회열이 배터리를 맡았지만 이만수만큼의 기량을 보여 주지 못해 포수난을 겪고 있었다. 김영진의 경우 1997년 연속 경기 때의 낫아웃 오판 사건으로 인해 팀에서 2001년에 내야수 김승권을 상대로 한화 이글스에 트레이드했다. 이만수가 1994년에 1루수로 전향 후 수준급 포수가 장기간 부족했던 팀 사정상 기회를 얻어 단비와 같은 존재로 좋은 활약을 펼치며 오랫동안 팀의 주전 포수로 자리잡았다. 1990년대 내내 포수난을 겪었던 탓에 트레이드로 그를 데려온 뒤에도 곧이어 LG 트윈스의 포수였던 김동수를 FA 계약을 통해 영입했지만 오히려 팀에서 부진해 2001년 말에 SK 와이번스로 트레이드됐다. 반면 그는 당시 배터리코치였던 조범현의 조련을 받아 당당히 주전 경쟁에서 살아남으며 주전 자리를 굳혀갔다. 그의 트레이드는 팀의 성공적인 트레이드 중 하나로 꼽혔다. 팀이 2002년 정규 시즌 및 2002년 한국시리즈 통합 우승을 하는데 큰 기여를 했고, 그 해 데뷔 첫 골든 글러브를 받았다. 2003년 시즌 후 주장 자리를 물려받아 2008년 시즌까지 팀을 잘 이끌었다. 2005년~2006년 연속 우승을 이뤘고, 2008년까지 12년 연속 포스트시즌에 진출하는 데 큰 기여를 하며 전성기를 구가했다. 2008년 시즌 후 박진만에게 주장 자리를 물려줬다.
2009년 7월 11일 SK전에서 선발 투수 송은범의 투구에 맞아 좌측 척골 골절상을 입으며 시즌 아웃됐다. 그 해 그를 비롯해 양준혁, 박진만, 조동찬, 박석민, 오승환, 권오준, 안지만 등 주전 선수들의 대거 부상으로 전력이 급격히 약화되며 13년 연속 포스트 시즌 진출에 실패했다. 부상에서 돌아온 그는 2010년 시즌에도 여전히 주전 포수로 활약했으나 잔부상과 체력 저하로 전에 비해 출전 경기 수가 줄었다.
2010년에 부진했던 강봉규를 대신해 2011년 팀 주장 자리에 복귀했다. 페넌트레이스 우승을 거쳐 2011년 한국시리즈에서 우승했고, 그 해 아시아 시리즈에서도 우승했다. 2012년까지 주장을 맡았고, 시즌 후 2013년에는 최형우에게 주장을 넘겨줬다.
2015년에도 팀의 안방을 지키다가 6월 8일에 2군으로 내려갔고, 그 해 8월 6일에 은퇴를 선언했다.(그는 2015년 한국시리즈에서 준우승한 당시 만41세다.)

## 야구선수 은퇴 후
은퇴 직후 삼성 라이온즈의 전력분석원을 맡았고, 2017년에 후쿠오카 소프트뱅크 호크스의 연수코치로 활동했다.
연수를 마치고 귀국하여 삼성 라이온즈에서 배터리코치를 맡았으나 2019년 시즌 후 삼성 라이온즈에과 재계약하지 못하고 KIA 타이거즈의 배터리코치로 옮겼다. 김종국이 감독으로 승격된 후에는 KIA 타이거즈의 수석코치로 선임됐다.

## 국가대표팀 경력
- 고려대학교 체육교육학과 2학년 때 1994년 히로시마 아시안 게임에 출전했다.
- 1996년 애틀랜타 올림픽에 참가했다.[19] 그 해 대한민국 야구 국가대표팀은 1승 6패로 최하위를 기록했고, 시드니 올림픽부터 프로 선수의 출전이 허용됐다.[20]
- 1998년 방콕 아시안 게임에서 금메달을 획득했다.
- 2006년 WBC
- 2008년 베이징 올림픽에서 허벅지 부상을 당하며 어려움을 겪었으나 대표팀 주장으로서 제 역할을 충실히 수행하며 좋은 활약을 펼쳐 대표팀이 9전 전승 금메달을 따는 데에 크게 공헌했다.[10][21][22]

## 개인사
아들은 롯데 자이언츠의 투수인 진승현이다.

## 응원가
- 삼성 라이온즈 시절

진~ 갑용~ 진~ 갑용~ 삼성의 진갑용 나가신다! 얼씨구 절씨구 진!갑!용! (반복)

## 논란
- 2002년 아시안 게임 국가대표 선발 도중 도핑에 적발됐다. 당시 그는 고려대학교 후배이자 같은 포수인 김상훈에게 국가대표팀 자리를 넘겨주려 소변에 약을 탔다고 주장했으나 도핑 검사를 맡았던 한국과학기술연구원에서 분석한 결과 약물 복용이 확실하다고 밝히자 이후 주장을 번복하고 약물 복용을 인정함에 따라 팬들의 많은 비난과 여론을 받았다.[23]

## 별명
- 그의 이름 중 '갑'과 이름의 '용'을 영어로 한 '드래곤'을 합친 '갑드(래곤)'라고 불린다.
- 약물 복용 사건으로 인해 '약갑용', '약드(래곤)'이라고 불린다.

## 출신 학교
- 하단초등학교
- 초량중학교
- 부산고등학교
- 고려대학교 체육교육학과

## 수상
- 화랑기 최우수 선수상, 타격상, 안타상, 도루상(1991년)
- 화랑기 최우수 선수상, 타격상(1992년)
- 대학 선수권 타격상(1994년)
- 백호기 수훈상, 화랑기 수훈상(1995년)
- 대통령기 최우수 선수상(1996년)
- KBO 골든글러브 포수 부문(2002년, 2005년, 2006년)
- 체육훈장 백마장(1997년 6월 13일)

## 통산 기록
| 연도 | 팀명   | 타율  | 경기 | 타수 | 득점 | 안타 | 2루타 | 3루타 | 홈런 | 타점 | 도루 | 도실 | 볼넷 | 사구 | 삼진 | 병살 | 실책 | 비고                                                     |
| ---- | ------ | ----- | ---- | ---- | ---- | ---- | ----- | ----- | ---- | ---- | ---- | ---- | ---- | ---- | ---- | ---- | ---- | -------------------------------------------------------- |
| 1997 | OB     | 0.242 | 95   | 281  | 21   | 68   | 7     | 0     | 4    | 20   | 2    | 0    | 20   | 6    | 44   | 7    | 6    |                                                          |
| 1998 | OB     | 0.269 | 88   | 253  | 12   | 68   | 14    | 1     | 2    | 22   | 1    | 1    | 14   | 0    | 44   | 10   | 7    | 방콕 아시안 게임 대표 선수                               |
| 1999 | 삼성   | 0.212 | 68   | 156  | 13   | 33   | 3     | 0     | 4    | 17   | 0    | 2    | 10   | 2    | 29   | 7    | 7    |                                                          |
| 2000 | 삼성   | 0.273 | 114  | 297  | 30   | 81   | 14    | 0     | 8    | 58   | 2    | 1    | 23   | 6    | 45   | 7    | 7    |                                                          |
| 2001 | 삼성   | 0.306 | 89   | 314  | 54   | 96   | 25    | 2     | 7    | 57   | 2    | 3    | 23   | 7    | 37   | 4    | 4    |                                                          |
| 2002 | 삼성   | 0.281 | 133  | 462  | 58   | 130  | 29    | 1     | 18   | 86   | 0    | 0    | 41   | 8    | 56   | 13   | 11   | 타점 8위, 타격 25위 골든 글러브                          |
| 2003 | 삼성   | 0.290 | 126  | 435  | 64   | 126  | 20    | 2     | 21   | 53   | 1    | 1    | 36   | 10   | 34   | 13   | 13   | 타격 19위                                                |
| 2004 | 삼성   | 0.278 | 129  | 439  | 60   | 122  | 20    | 0     | 24   | 71   | 0    | 0    | 34   | 12   | 51   | 16   | 5    | 홈런 5위, 장타율 9위                                     |
| 2005 | 삼성   | 0.288 | 110  | 347  | 34   | 100  | 17    | 0     | 6    | 41   | 1    | 1    | 36   | 8    | 47   | 8    | 6    | 타격 16위 골든 글러브                                    |
| 2006 | 삼성   | 0.288 | 110  | 358  | 28   | 103  | 22    | 0     | 6    | 47   | 1    | 2    | 29   | 5    | 37   | 18   | 4    | 월드 베이스볼 클래식 대표 선수 타격 10위 포수 골든글러브 |
| 2007 | 삼성   | 0.246 | 122  | 362  | 28   | 89   | 12    | 0     | 5    | 39   | 0    | 1    | 49   | 7    | 38   | 9    | 4    |                                                          |
| 2008 | 삼성   | 0.279 | 105  | 272  | 34   | 76   | 7     | 0     | 11   | 45   | 1    | 1    | 30   | 1    | 41   | 6    | 3    | 베이징 올림픽 대표 선수                                  |
| 2009 | 삼성   | 0.232 | 57   | 142  | 10   | 33   | 3     | 1     | 3    | 20   | 1    | 2    | 15   | 4    | 23   | 5    | 2    |                                                          |
| 2010 | 삼성   | 0.263 | 100  | 259  | 36   | 68   | 8     | 0     | 10   | 28   | 0    | 0    | 45   | 2    | 57   | 7    | 4    |                                                          |
| 2011 | 삼성   | 0.273 | 112  | 286  | 26   | 78   | 7     | 0     | 10   | 42   | 1    | 0    | 35   | 3    | 53   | 10   | 6    |                                                          |
| 2012 | 삼성   | 0.307 | 114  | 313  | 27   | 96   | 15    | 1     | 6    | 57   | 0    | 0    | 17   | 7    | 46   | 6    | 3    |                                                          |
| 2013 | 삼성   | 0.271 | 101  | 181  | 22   | 49   | 9     | 0     | 6    | 36   | 0    | 0    | 12   | 5    | 28   | 5    | 4    |                                                          |
| 2014 | 삼성   | 0.412 | 11   | 17   | 2    | 7    | 0     | 0     | 0    | 4    | 0    | 0    | 0    | 0    | 1    | 0    | 1    |                                                          |
| 2015 | 삼성   | 0.324 | 39   | 68   | 8    | 22   | 2     | 0     | 3    | 10   | 0    | 0    | 4    | 0    | 9    | 3    | 0    |                                                          |
| 통산 | 19시즌 | 0.276 | 1823 | 5242 | 567  | 1445 | 234   | 8     | 154  | 753  | 13   | 15   | 473  | 93   | 720  | 154  | 97   |                                                          |